# Ilhas Antípodas

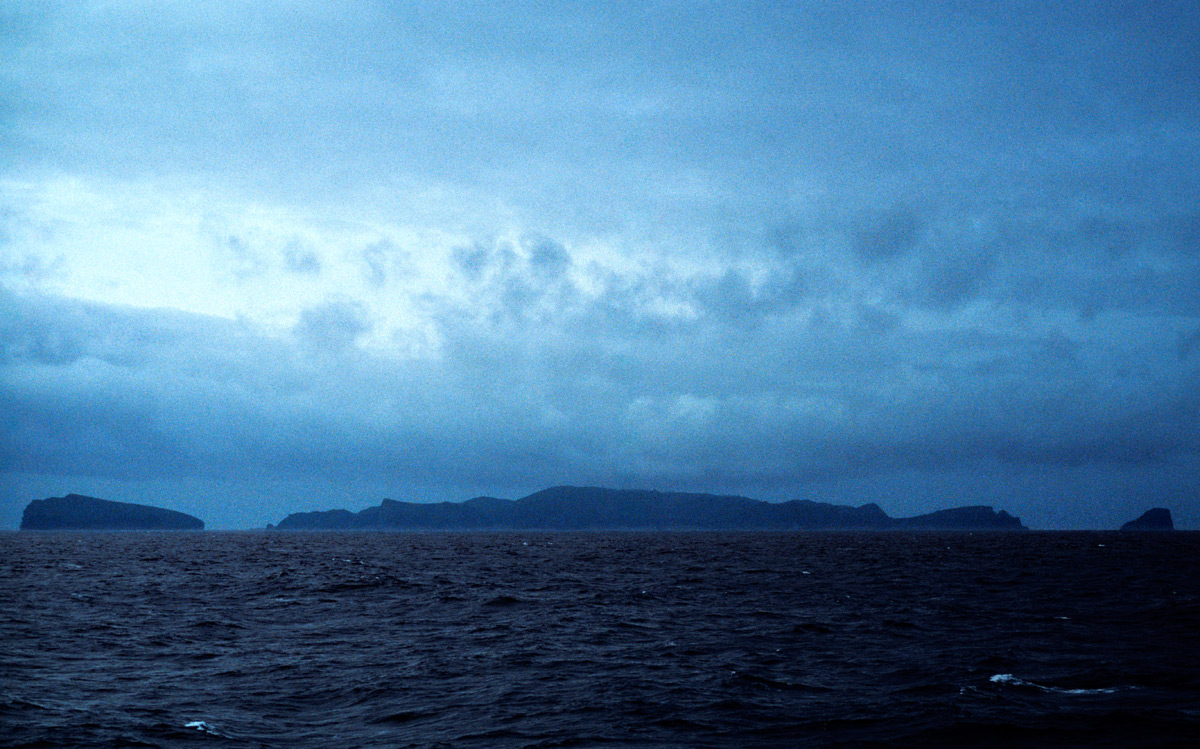
Ilhas Antípodas vistas de norte

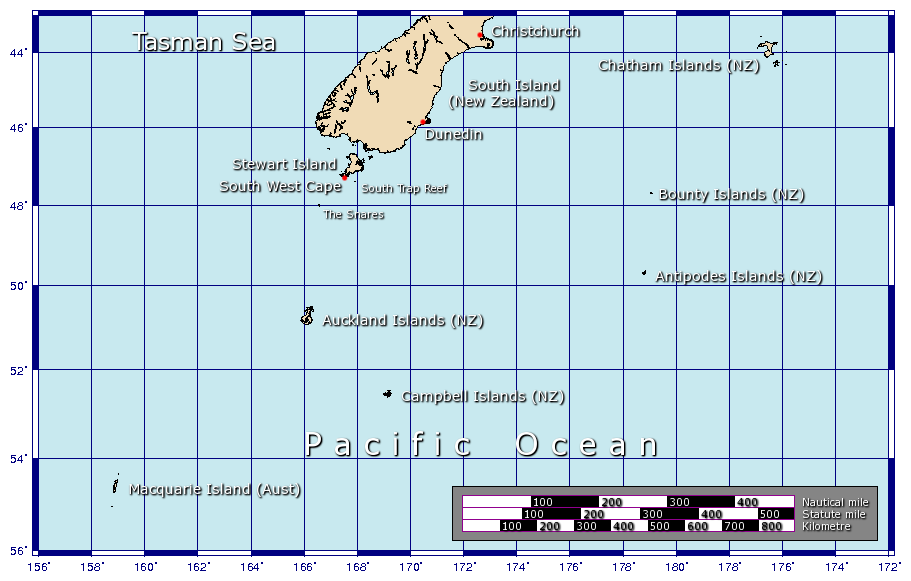
Posição das Ilhas Antípodas em relação à Nova Zelândia

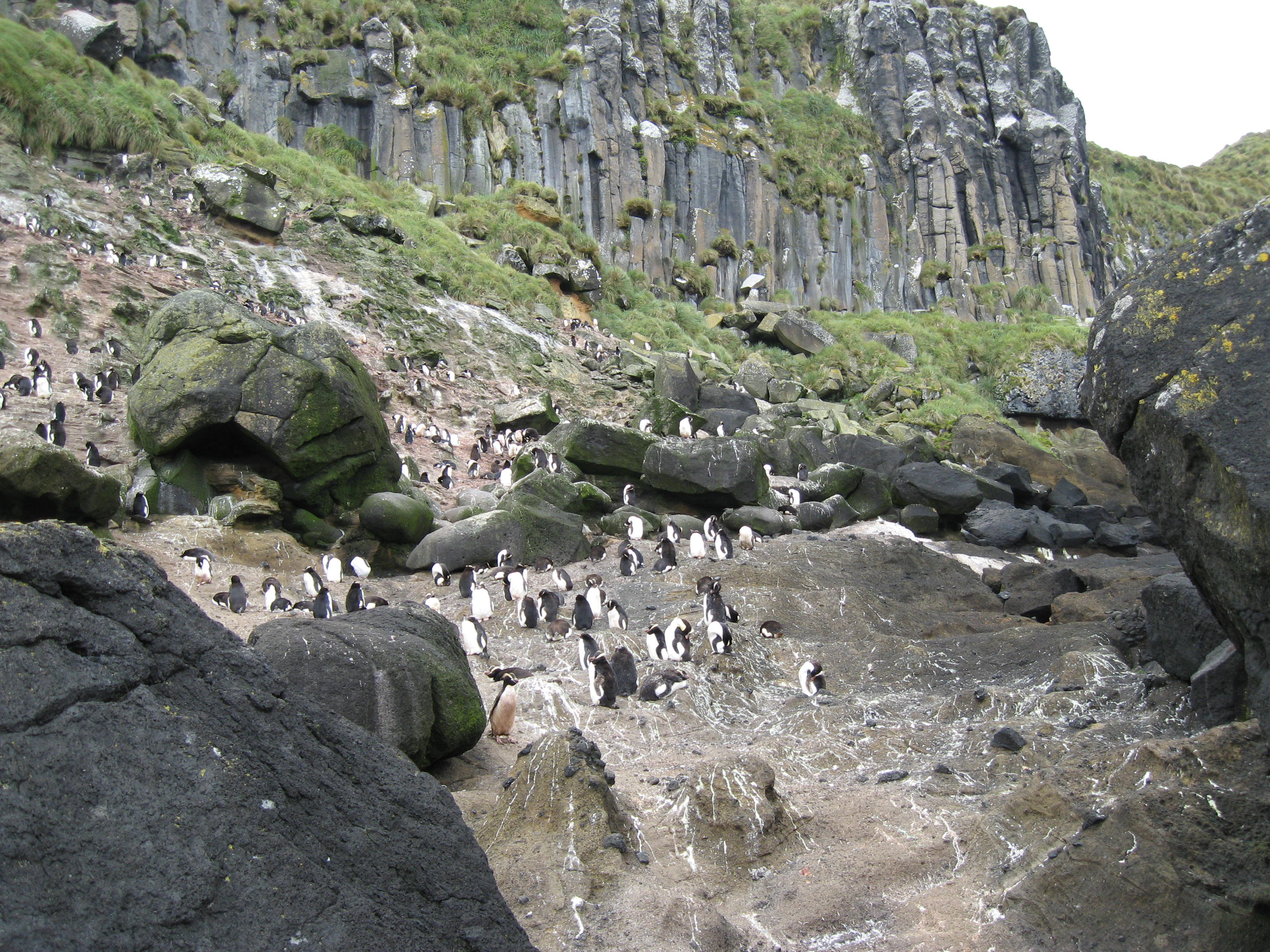
Pinguim das Ilhas Antípodas

As Ilhas Antípodas são ilhas vulcânicas inóspitas e desabitadas da Nova Zelândia no Oceano Pacífico Sul, a sul do território principal neozelandês e a cerca de 650 km da Ilha Stewart.
O grupo consiste numa ilha principal, a ilha Antípodas de 60 km² de área, a Ilha Bollons com 2 km², e numerosos pequenos ilhéus próximos. O ponto mais elevado é o monte Galloway (402 m).
O seu nome foi obtido pelo termo antípoda, lugar oposto a outro, dado que os ingleses as consideraram as antípodas da Grã-Bretanha, embora na realidade sejam antípodas do norte de França.

## História
O capitão Henry Waterhouse da marinha britânica chegou a estas ilhas pela primeira vez em 1800, a bordo do navio HMS Reliance.
- Tentou-se estabelecer gado nas ilhas, mas logo se abandonou a ideia.
- Quando o navio Spirit of Dawn encalhou em 1893 na costa de Bollans, onze sobreviventes mantiveram-se quase três meses vivendo com uma dieta de aves cruas. Curiosamente, na outra ponta da ilha havia um depósito para náufragos bem provido de mantimentos. Este depósito foi encontrado e utilizado pela tripulação do Presidente Félix Faure que naufragou na baía em 1908.
- O último naufrágio nas Antípodas foi o do iate Totorore, com a perda de 2 vidas em 1999.
- Em 1886 descobriu-se um fragmento de cerâmica antiga polinésia enterrado na ilha principal, o que indica visitas anteriores. O fragmento está exposto no museu Te Papa Tongarewa ("nosso lugar"), o museu nacional da Nova Zelândia em Wellington.

## Flora e fauna
Bollans é rica sobretudo em numerosas espécies de aves, algumas endémicas como o albatroz-das-antípodas, o periquito-das-antípodas, e alguns galináceos. Também acolhe cerca de 50% da população mundial de pinguins de crista erecta. A flora das ilhas foi registada em pormenor e inclui algumas espécies de plantas conhecidas como megaervas.